# Semen Mikulicz
Semen Mikulicz – dworzanin królewski w latach 1541–1550, wójt miński w 1541 roku.